# Burfjorden
Burfjorden (nordsamisk: Buvrovuotna) er en fjordarm af Kvænangen i  Kvænangen kommune i Troms og Finnmark fylke  i Norge. Fjorden har indløb mellem Slettneset i sydvest og Storengneset i nordøst og går 8 kilometer mod syd til bygden Burfjord i bunden af  fjorden.
Nord for Storengneset går Lille Altafjorden mod øst til Alteidet. Storeng er en lille bygd på østsiden af fjorden ved indløbet. Buktenes er en bygd på vestsiden  næsten helt inderst i fjorden. 
Europavej E6 går langs hele østsiden af fjorden, mens fylkesvej 363 (Troms) går langs vestsiden.